# マーシャルプレス
マーシャルプレス（Marshal Press ）は1966年にマーシャル光学から発売されたプレスカメラである。

## 概要
設計は間宮精一。
120フィルムを使用し6×9cm判、中枠交換により220フィルムにも対応、セミオートマット。裏蓋が開くとフィルムカウンターはスタートに自動復帰する。裏蓋を開いたところにピントグラスまたは撮枠を取り付けることによりシートフィルムやガラス乾板にも対応する。フィルムホルダーは固定式。撮影ごとに巻き止めロック解除レバーを「←」の方向に動かしてロックを解除しロック解除レバーから手を離してノブが止まるまで巻き上げる。フィルムカウンターが4、8、17で赤色なのは各々のフィルムで最後の駒であることの警告であり、18が緑色なのは220のフィルムで画面が欠ける可能性があることの警告。
レンズシャッターはセイコー製0番でB、1〜1/500秒。シートフィルムやガラス乾板に対応するため大判用レンズのようにシャッター開放可能。
ファインダーは距離計内蔵でパララックス自動補正。0.6〜0.85倍のズーム式。距離計は基線長60mm、二重像合致式。ピント合わせはマミヤ6がそうであったようにボディー後ろ右手親指部にあるダイヤル状の焦点調節輪にて行なう。
レンズはこの機種用に設計されたニッコールQ105mmF3.5（3群4枚構成、最短撮影距離1m、アタッチメントはφ52mmねじ込み）を固定装着し、ニッコールを装着した中判カメラとして一番マイナーなものである。このレンズはこのカメラの販売不振に伴いゼンザブロニカ用の交換レンズに転用されたという説がある。
フロントアタッチメントレンズとして
- ニッコールテレ135mmF4.7 - 1群2枚構成、最短撮影距離1.5m。F4.7とF5.6は緑文字で軟調であることを表している。F8〜F45は白文字で一般撮影用。
- ニッコールテレ150mmF5.6 - 1群2枚構成、最短撮影距離3.2m。F5.6とF8は赤文字で軟調であることを表している。F11〜F64は白文字で一般撮影用。

の2本がオプションで存在する。これらのアタッチメントはマスターレンズ頂上の突起とアタッチメントの切り欠きを合わせてフィルターのようにレンズの先端にねじ込むだけで絞り目盛が切り替わり、カメラ後部にある焦点距離制御鋲の▽印をOFFに合わせた上で焦点調節輪を動かしファインダー接眼上部の焦点距離表示窓に出ている数字を合わせ焦点距離制御鋲の▽印をONに戻すと無限遠位置が繰り出され距離計連動し、さらにはこの時ズームファインダーもその画角に対応している。焦点距離表示窓に出る数字の色や距離目盛はレンズにある帯の色と統一されており、105mm時白、135mm時緑、150mm時赤で識別が容易になっている。焦点距離制御鋲がOFFの時にはシャッターロックが掛かるので、安全装置としても使える。